# Elaeosticta ugamica
Elaeosticta ugamica är en flockblommig växtart som först beskrevs av Jevgenij Korovin, och fick sitt nu gällande namn av Jevgenij Korovin. Elaeosticta ugamica ingår i släktet Elaeosticta och familjen flockblommiga växter. Inga underarter finns listade i Catalogue of Life.